# ORP Ryś
L'ORP Ryś (en polonais lynx) est un sous-marin mouilleur de mines polonais de classe Wilk qui participe à la Seconde Guerre mondiale. Il est le premier sous-marin de la Marine polonaise.

## Histoire opérationnelle
Construit aux Ateliers et Chantiers de la Loire à Nantes, en 1929, l'ORP Ryś entre en service  le 2 août 1931. Pendant la campagne de Pologne il prend la mer et patrouille en Baltique. Le 2 septembre 1939 il est attaqué par un avion ennemi qui largue cinq bombes, l'attaque est poursuivie par des navires de la Kriegsmarine, 26 charges sous-marines sont lancées, sans conséquences pour le sous-marin. Le lendemain, il mouille ses mines à l'est de la péninsule de Hel,. Le 4 septembre vers une heure du matin il est pris en chasse par trois dragueurs de mines, l'ORP Ryś plonge pour semer ses assaillants. Au bout d'une heure il fait surface et aperçoit un u-boot, le submersible polonais lance deux torpilles, sans résultat. L'u-boot s'éloigne et disparaît dans la nuit. Dans la matinée Ryś est bombardé par un avion de la Luftwaffe, les sous-mariniers ont compté 19 explosions. Les réservoirs extérieurs sont endommagés, une perte de carburant est constatée. Le 5 septembre, le commandant komandor podporucznik Aleksander Grochowski décide d'entrer dans la base de Hel pour effectuer des réparations. Les dégâts sont importants et nécessitent un délai considérable pour y remédier. Dans cette situation, les réservoirs extérieurs sont vidés. Après cette intervention l'ORP Ryś reprend la mer en compagnie du patrouilleur ORP Batory pour vérifier l'étanchéité du sous-marin. Aucune fuite n'a été remarquée et l'ORP Ryś continue de patrouiller dans la Baltique. Le 14 septembre Grochowski demande l'autorisation d'attaquer sans avertissement les unités allemandes, la réponse est négative et ordonne de respecter le Second Traité naval de Londres. L'ORP Ryś reçoit la permission de rallier l'Angleterre, mais le manque de fuel ne permet pas d'accomplir cette tâche. Le 18 septembre il entre dans le port suédois de Stavsnäs où il est interné. Il passe le restant de la guerre à Vaxholm tout comme l'ORP Żbik et l'ORP Sęp également internés.
Il revient en Pologne le 25 octobre 1945 ; au début des années 1950 il est modernisé, son canon est supprimé et les tubes lance-torpilles sont adaptés aux torpilles soviétiques. Le 8 septembre 1955 l'ORP Ryś est retiré du service et démoli l'année suivante.

## Commandants[5],[6],[7]
| kapitan Edward Szystowski                             | 2 août 1931 – 22 avril 1933    |
| kapitan Andrzej Łoś                                   | 22 avril 1933 – 7 juillet 1936 |
| kapitan / komandor podporucznik Aleksander Grochowski | 7 juillet 1936 – 1945          |
| kapitan Kazimierz Kraszewski                          | 1945-1946                      |
| kapitan Józef Wierzchowski                            | 1946-1947                      |
| kapitan Tadeusz Jeżewski                              | 1947-1949                      |
| kapitan Bronisław Szul                                | 1949-1951                      |
| kapitan Władysław Urbański                            | 1951-1955                      |
| kapitan Tadeusz Gapiński                              | 1953-1955                      |